# Phenacoccus proximus
Phenacoccus proximus är en insektsart som beskrevs av De Lotto 1974. Phenacoccus proximus ingår i släktet Phenacoccus och familjen ullsköldlöss. Inga underarter finns listade i Catalogue of Life.